# Crimen de Gádor
El crimen de Gádor fue el secuestro y asesinato que se cometió el 28 de junio de 1910, en Gádor, en la provincia de Almería.

## Organización del crimen
Francisco Ortega el Moruno, era un padre de familia de 55 años, enfermo de tuberculosis que buscaba desesperadamente una cura para su enfermedad. Para ello acudió a la curandera Agustina Rodríguez, quien a su vez le envió al barbero y curandero Francisco Leona Romero. Al parecer, Leona ya tenía antecedentes criminales y, a cambio de 3000 de los antiguos reales, le reveló la supuesta "cura": beber la sangre que emanara del cuerpo de un niño y untarse en el pecho sus mantecas aún calientes. Ortega aceptó la cura.
Leona y Julio Hernández el Tonto, hijo de la curandera Agustina, se ofrecieron a encontrar al niño. Y así fue como, en la tarde del 28 de junio de 1910, secuestraron a Bernardo González Parra, de siete años y natural de Rioja. Metiendo al niño en un saco, los criminales lo trasladaron hasta un cortijo aislado en Araoz que Agustina tenía preparado.
Un hermano de Julio Hernández el Tonto, José, fue a avisar al cliente el Moruno, dejando a su mujer Elena haciendo la cena.

## Asesinato
El asesinato del pequeño Bernardo ocurrió de la siguiente manera: después de haberlo sacado aturdido del saco, a Bernardo se le hizo un corte en la axila, de la cual emanó la sangre que bebió el Moruno mezclada con azúcar. Tras ello llevaron al niño hasta el lugar conocido como Las Pocicas, donde Leona lo mató aplastándole el cráneo con una roca. Después le extrajo grasa y el epiplón para confeccionar una compresa que aplicar al pecho de Francisco Ortega.
Acabado el ritual, ocultaron el cuerpo sin vida en una grieta, tapado con hierbas y piedras sin ser enterrado.
A la hora de repartir los 3000 reales que había pagado el Moruno por los servicios, el curandero Leona intentó estafar a su cómplice Julio el Tonto sin obtener buenos resultados. Dándose cuenta de las intenciones de Leona y para vengarse de él, Julio le contó a la Guardia Civil que había visto el cuerpo de un niño cuando perseguía a unos pollos de perdiz. 

## Intervención policial y juicios
Cuando las fuerzas de la Guardia Civil llegaron al lugar indicado y encontraron el cuerpo, este estaba boca abajo con el cráneo completamente destrozado. Todo el pueblo señaló a Leona, pues había cometido muchas irregularidades, tal vez alguna de ellas de tipo delictivo. Detenido, a la hora de prestar declaración inculpó a Julio y viceversa. Finalmente, tras mil y una excusas, ambos confesaron el crimen.
El cabo Mañas fue el encargado de capturar a los despiadados autores. El curandero Leona fue condenado al garrote vil, pero murió en la cárcel. El cliente, Ortega, y Agustina, la curandera, fueron ejecutados. José, uno de los hijos de Agustina, fue condenado a 17 años de cárcel. La mujer de este, Elena, fue absuelta. Y Julio el Tonto finalmente fue condenado a muerte también, pero resultó indultado por ser considerado demente.